# كأس البرتغال 2001–02
كأس البرتغال 2001–02 (بالبرتغالية: Taça de Portugal de 2001–02‏) هو موسم من كأس البرتغال. كان عدد الأندية المشاركة فيه 230، وفاز فيه سبورتينغ لشبونة.